# Ориоли, Антонио Франческо
Антонио Франческо Ориоли (итал. Antonio Francesco Orioli; 10 декабря 1778, Баньякавалло, Папская область — 20 февраля 1852, Рим, Папская область) — итальянский куриальный кардинал, конвентуал. Генеральный викарий ордена конвентуалов с 4 сентября 1832 по 15 апреля 1833. Епископ Орвьето с 15 апреля 1833 по 18 декабря 1841. Префект Священной Конгрегации по делам епископов и монашествующих со 2 мая 1847 по 20 февраля 1852. Государственный секретарь Святого Престола ad interim с 5 мая по 4 июня 1848. Кардинал-священник с 12 февраля 1838, с титулом церкви Санта-Мария-сопра-Минерва с 15 февраля 1838 по 20 сентября 1850. Кардинал-священник с титулом церкви Санти-XII-Апостоли с 20 сентября 1850.